# Панайотіс Потагос
Панайотіс Потагос (грец. Παναγιώτης Ποταγός; 1838, Вітіна, Аркадія, Греція — 1903, Німфес, Керкіра) — грецький лікар і мандрівник; «найзначніший грецький мандрівник сучасності».

## Біографія
Панайотіс Потагос народився у селі Вітіна Аркадії у 1838 році. Закінчив школу у Вітіні. У бібліотеці батька знайшов і прочитав «Математичну географію», стародавніх письменників і книги з філософії, що певною мірою пояснює обраний ним подальший життєвий шлях. Однак сам Потагос, у своїй книзі, надав два мотиви, які вплинули на прийняття ним рішення мандрувати. Перший мотив був негативним — його розчарування у грецькій політичній дійсності й опозиція правлінню Х. Трикуписа. Другий мотив був позитивним: «Я ризикував своїм життям за честь своєї країни, яка не повинна представлятися лише своєю територією та нашими славетними руїнами, а й нами самими, у прагненні стати гідними наших предків». Вже як молодий лікар у Парижі, Потагос здобув собі повагу колег і визнання французького уряду за проявлений альтруїзм під час епідемії холери.

## Подорожі на Схід
Першу свою подорож Потагос почав із Сирії, у 1867 році, відвідавши потім Ірак, Іран, Афганістан, пройшов через Гіндукуш і Памір і продовжив подорож до пустелі Гобі та Монголії. Через Східний Сибір, Петербург й Одесу, Потагос повернувся до Константинополя. Другу свою подорож він почав із Суеца, Єгипет і, пройшовши через північно-західні регіони Індії, Афганістан та південний Іран, повернувся до Каїра. Деякі сучасні середньоазіатські історики характеризують Потагоса «англійським мандрівником-розвідником», «мабуть, також таємним агентом Спостережної служби Індії». Грецька влада виявляла повну байдужість до його діяльності та не надавала йому жодної підтримки. З іншого боку, як підданий неколоніальної Греції, з її александровою й александрійською спадщиною, Потагос повною мірою використав свою перевагу в порівнянні з представниками колоніального Заходу на Сході. Потагос був прийнятий емірами Герата, Кабула та Файзабада. Він зміг донести багато інформації про цю «країну-ключ» центральної Азії. Потагос намагався пов'язати ці землі з посиланнями на Гомера, Геродота, Арріана, Птолемея та Страбона. Особливий грецький інтерес викликає його інформація про існування, у той час, у тих краях, грецьких культурних елементів. У Гераті, згідно з Потагосом, ще використовувалися деякі грецькі слова, а стадія була мірою довжини (відстані). У Кабулі та Файзабаді еміри мали у своєму розпорядженні переклади стародавніх грецьких авторів і дотримувалися астрономічної системи Птолемея, читали Арістотеля, були знайомі з медичними працями Гіппократа та Галена, тоді як Платон став майже святим. Особливу цінність має його інформація про плем'я кафіристанов (Нуристан), з очевидними елементами грецького походження, з яким Потагос познайомився за два десятиліття до насильницької ісламізації племені у 1896 році.

## Африка
Третю свою подорож Потагос почав з Каїру, подавшись на південь і, через Судан, досяг Центральної Африки, до регіонів Північного Конго, пройшовши значно південніше регіонів, яких досяг до нього німецький дослідник Георг Август Швейнфурт. Він прибув до Єгипту у 1876 році, піднявся верх по річищу Нілу у південний Судан, потім перетнув вододіл Конго-Ніла, дійшовши до басейну Конго, через територію сьогоднішньої Центральноафриканської Республіки (1877) і досяг Уеле у 1876 році. Він першим із європейців досяг Мбому й Уеле з півночі.

## Визнання
Потагос направив послання королю Бельгії Леопольду, у той час президенту всіх географічних товариств, де покладав відповідальність за спустошення Ефіопії на работоргівлю арабів, пропонуючи організувати цивілізовану комерцію, через мережу торгових станцій від узбережжя вглиб континенту. Ідеї та подорожі одинака Потагоса зустріли вороже колоніальними державами — переважно Британією- та його географічними товариствами. Потагос також нажив собі ворогів, заперечуючи маршрути Марко Поло. Однак у Франції його подорожі та книга зустріли тепло. Багато у чому завдяки підтримці орієнталіста Еміль-Луї Бернуф і французького вченого Луї Фердинанда Альфреда Морі. Потагос отримував нагороди від французького уряду, Географічного товариства Франції та короля Бельгії Леопольда, який і назвав «Проспект Потагоса», центральної магістралі міста Ісіро Бельгійського Конго. Коли Потагоса попросили підписатися в «золотій книзі мандрівників», він написав два слова: «Один еллін» (грец. Εις Ελλην).

## Книга
Матеріали, зібрані Потагосом, були опубліковані у першому (і зрештою останньому) томі його «Подорожей» (700 сторінок), виданому Афінським університетом у 1883 році. Через 2 роки відбулося видання французького перекладу у Парижі (Dix annees de voyages dans l'Asie centrale et l'Afrique equatoriale, Ernest Leroux Editeur, Paris, 1885). Примітно, що з чотирьох «книг», на які ділиться перший том «Подорожей» Потагоса, лише перші дві розповідають про три його великі подорожі до Азії та Африки. Третя книга «Історикон» (грец. Ιστορικόν), є порівняльним дослідженням Потагоса хронологій стародавніх єгиптян, ассирійців, вавилонян, греків, арабів, сирійців, фінікійців, лідійців, персів і євреїв. У четвертій книзі «Фісікон» (грец. Φυσικόν), Потагос дає пояснення різним — переважно метеорологічним явищам. У цій книзі є розділ «Про поділ Землі на зони та людину на раси» (грец. Пερί διαιρέσεως της γης εις ζώνας και του ανθρώπου εις φυλάς), присвячений географії. Потагос помер на острові Керкіра у 1903 році.